# Kraljevska cesta
Kraljevska cesta (tudi Perzijska kraljevska cesta) je bila antična prometnica, ki jo je v 5. stoletju pr. n. št. obnovil, gradil in organiziral perzijski vladar Darej I. Veliki iz iranske dinastije Ahemenidov. Darej jo je dal zgraditi, da bi olajšal komunikacijo po svojem ogromnem Perzijskem cesarstvu. Cesta se je raztezala od perzijskega mesta Suza do lidijskega Sardesa. Razdalja med dvema mestoma je bila 2700 km. Sli na konjih so to razdaljo prejezdili v samo sedmih dneh. Zaradi primerjave: peš bi bilo potrebno 90 dni. Gradnja tako dolge in sofisticirane ceste skozi maloazijske gore, asirske puščave, babilonska močvirja in neprehodna področja zahodnega Irana je predstavljala vrhunec antičnega gradbenega znanja.

## Mesta
Mesta, ki jih je povezovala Kraljevska cesta so bila identificirana z rekonstrukcijo koridorja glede na pisanje Herodota. Gledano od zahoda proti vzhodu se cesta začne v mestu Sarde v perzijski satrapiji Lidiji na vzhodni obali Egejskega morja ali okoli 100 km vzhodno od Izmirja v današnji Turčiji. Dalje proti vzhodu cesta prečka glavno asirsko mesto Ninive (današnji Mosul v Iraku), potem se obrne južno proti Babilonu (blizu današnjega Bagdada)  in se ponovno obrne proti vzhodu v Perzijo (današnji Iran), kjer se razdeli: eden krak gre proti severovzhodu, nato proti vzhodu skozi Ekbatana in vzdolž Svilne ceste, drugi gre proti vzhodu v mesta Suza, Pasargad in Perzepolis. Seveda so take dolge poti za potnike in trgovce pogosto trajale mesece, zato so v času vladavine Dareja zgradili številna kraljeva počivališča, karavanseraje.

## Opis
Kraljevska cesta se deli na 7 glavnih koridorjev (111 etap, 2700 km):
1. Skozi Lidijo in Frigijo je potekalo dvajset etap, skupne dolžine 520 km.
2. Po Frigiji je cesta sledila reki Kizil v bližini katere so stala dobro varovana vrata skozi katera je bilo potrebno priti, da bi prečkali reko.
3. Po prihodu v Kapadokijo je cesta potekala po 28 etapah skupne dolžine 572 km in prispela do meje Kilikije.
4. Pri poteku ceste skozi Kilikijo je prišla do dveh vrat, dobro zavarovanih z elitno stražo. Po prečkanju vrat so sledile tri etape skupne dolžine 85 km.
5. V nadaljevanju je cesta vodila skozi Armenijo, ki jo je od Kilikije razdvajala plovna reka Evfrat. V Armeniji so bila ob cesti mnoga počivališča in gostišča, cesta pa se je razdelila na 15 etap dolžine 310 km. Varnostne postaje so se nahajale na vsakih nekaj deset kilometrov.
6. Cesta je potem prečkala Medijo v kateri je imela 34 etap skupne dolžine 753 km. Skozi Mediju so tekle štiri plovne reke, ki so jih lahko prečkali izključno s trajekti.
7. Zadnji koridor je tekel preko 11 etap ali 234 km skozi Fars, cesta je prečkala reko Karhe in končno končala v mestih Suza, Pasargad in Perzepolis. [1].

## Zgodovina Kraljevske ceste

### Asirska doba
Glede na to, da Kraljevska cesta ne sledi najkrajše ali najlažje etape med najpomembnejšimi mesti Perzijskega cesarstva, arheologi verjamejo, da so bili najzahodnejši deli ceste zgrajeni v dobi asirskih kraljev, saj cesta v tem delu potekala skozi njihovo cesarstvo.

### Perzijska doba
Čeprav so nekateri odseki Kraljevske ceste obstajali že pred dobo Ahemenidskega cesarstva, smatrajo Dareja I. Velikega kot njenega graditelja in organizatorja. Nihče pred njim ni uspel povezati tako oddaljena področja, izboljšati kvaliteto z utrjenim gramozom in organizirati postavljanje počivališč in varnostnih enot ob celotni trasi Kraljevske ceste. Glavna cesta je bila dolga 2700 km in je služila kot poštna in trgovska prometnica. Nanjo so se priključevale tudi mnoge vzporedne in priključne ceste preko katerih se je vršila oskrba. Vzhodni deli ceste, ki so se nahajali v današnjem Iranu niso omenjeni v Herodotovih delih, saj je bila njegova percepcija Perzijskega cesarstva osnovana v glavnem iz stališča jonskih Grkov iz zahoda cesarstva. Vseeno pa so bili vzhodni deli ceste, ki so se raztezali skozi centralni Iran, važne trgovske poti, ki so kasneje postale del splošno znane Svilne ceste.
Cesta je pomagala Perziji povečati obseg trgovine na dolge razdalje, ki je v času Aleksandra Velikega dosegla svoj vrhunec.
Leta 1961 so v okviru raziskovanj, ki jih podprla American Philosophical Society, S. F. Starr, izsledili odsek ceste od Gordiuma proti Sardesu. Prepoznali so prečkanje reke s starodavnimi mostnimi oporniki. 

### Rimska doba
Kraljevska cesta iz dobe Dareja Velikega v 6. stoletju pr. n. št. je bila tako kvalitetna, da je bila v uporabi tudi v rimski dobi v času Trajana in Hadrijana, skoraj 700 let kasneje. 

### Moderna doba
Danes obstajajo samo ostanki perzijske Kraljevske ceste in je težko definirati točne odseke. Še danes pa obstaja nekaj relativno ohranjenih mostov kot na primer tisti v Diyarbakıru v današnji Turčiji.

## Znani citati
- Grški matematik Evklid je na zahtevo kralja Ptolemaja I., da mu pokaže enostaven način učenja matematike, odgovoril: "Ne obstaja Kraljevska cesta za geometrijo".
- Charles S. Peirce v svojem delu Kako narediti naše ideje jasne (How to Make Our Ideas Clear - 1878) pravi: "Ni Kraljevske ceste do logike in res dragocene zamisli lahko vzniknejo samo za ceno velike previdnosti". Ta esej je privzel William James kot glavni temelj filozofske šole pragmatizma.
- Sigmund Freud uporabi podobno frazo ko opisuje sanje kot "Kraljevsko cesto do nezavednega" (Via regia zur Kenntnis des Unbewußten).
- Programer Fred Brooks prav tako uporabi podobno frazo v kontekstu: "Ne obstaja Kraljevska cesta a obstaja cesta".
- Starogrški zgodovinar Herodot navaja: "Nič na svetu ne potuje hitreje od perzijskih slov" in dodaja, da jim "niti sneg, niti dež, niti vročina, niti tema ne preprečijo skrajnih hitrosti potovanja", kar je postalo neuradni slogan ameriške pošte (James Farley Post Office v New Yorku). [4].

Royal Road to Romance (1925) je prva knjiga, ki jo je napisal Richard Halliburton in govori o njegovem potovanju po svetu iz Andore v Angkor, ko je bil mladenič.